# Peter Hultqvist
Carl Anders Peter Hultqvist, född 31 december 1958 i Heliga Trefaldighets församling i Gävle, är en svensk politiker (socialdemokrat) och journalist, och var Sveriges försvarsminister åren 2014-2022. Han är riksdagsledamot sedan 2006, invald för Dalarnas läns valkrets, och var ordförande för försvarsutskottet 2011–2014. Sedan hösten 2022 är han återigen ordförande för riksdagens försvarsutskott. Den 9 december 2022 utsågs han till ledamot i försvarsberedningen som förbereder nästa försvarsbeslut.  

## Biografi

### Uppväxt
Hultqvist föddes i Gävle men växte upp i Åselby i Stora Tuna socken (Borlänge) i Dalarna. Hans far Ewert Hultqvist var revisor och hans mor Anna-Inez (född Kallunki) kom till Sverige från Kuusamo som ett av de  finländska krigsbarnen.

### Journalistik
Peter Hultqvist började sin journalistbana som reporter på Dala-Demokraten, blev ledarskribent på Norrländska Socialdemokraten i Luleå och var sedan chefredaktör för Socialdemokraternas tidskrift Aktuellt i Politiken. Han skriver idag[när?] regelbundet krönikor i Dala-Demokraten och Sydöstran.
Hultqvist har varit ledamot i AB Dalademokratens styrelse  mellan 1994 och 2001. Mellan 2001 och 2014 var han ordförande i tidningens ägarstiftelse Folkrörelsernas mediastiftelse.
I juni 2020 gav Hultqvist ut boken "100 procent socialdemokrati" (Tiden). Den innehåller 29 tal, texter och krönikor publicerade under perioden 2015–2020. 

### Övrigt
Peter Hultqvist är sedan 1975 aktiv radioamatör med anropssignalen SM4HCF.
I juni 1978 började Peter Hultqvist sin värnplikt på Dalregementet och var där i 57 dagar. Därefter sökte han vapenfri tjänst, vilket beviljades ett halvår senare. Han slutförde sin värnplikt genom expeditionstjänst inom Kriminalvården.
Hultqvist invaldes som ledamot av Kungliga Krigsvetenskapsakademien 2023.

## Politisk karriär
Peter Hultqvist gick med i SSU Libertas (Frihet) i Borlänge under hösten 1973. Under 1975 var han med och bildade SSU Facklan-Åselby. 1975 blev han också medlem i Borlänge Socialdemokratiska arbetarekommun. Han var 1979–1983 ordförande i Dalarnas SSU-distrikt, 1981–1984 suppleant i SSU:s förbundsstyrelse och 1984–1987 ordinarie ledamot i densamma. 
Hultqvist var under 2001–2005 suppleant i Socialdemokraternas partistyrelse, 2005–2009 ordinarie ledamot och är sedan 2009 suppleant i verkställande utskottet. Han har också varit ledamot i styrelsen för Arbetarrörelsens Tankesmedja.
Peter Hultqvist var 2003–2007 ledamot i den av Mats Svegfors ledda statliga ansvarskommittén som bland annat föreslog att Sverige ska införa en ny regionindelning. Han ledde 2009–2010 Socialdemokraternas regionalpolitiska arbetsgrupp.
Hultqvist har beskrivits befinna sig till vänster inom Socialdemokraterna, ansågs tidigare vara Nato-motståndare samt anses ha utmärkt sig för ett engagemang i Palestinafrågan. Under åren 2007–2014 var han ordförande i svensk-palestinska parlamentarikerföreningen i riksdagen. 

### Kommunpolitiker i Borlänge
Peter Hultqvist var under 17 år kommunalråd i Borlänge, under åren 1998–2006 som ordförande i kommunstyrelsen. I Borlänge har han innehaft förtroendeuppdrag som vice ordförande i skolstyrelsen, ledamot i socialnämnden, ledamot i AB Borlänge Energi, ordförande i AB Dala Airport, ordförande i koncernbolaget, kommunalråd för ”mjuka sektorn” - skola, social, omsorg, äldrevård, kultur och fritid. Under åren 1998–2010 var han ordförande i näringslivs- och planutskottet. Han har också varit ordförande i Borlänge centrumförening. 
Vidare har Hultqvist varit ledamot i länsstyrelsens styrelse 1994–2002, ledamot i länsskolnämnden i Dalarna 1982 och ordförande i Dalarnas kommunförbund 1995–2002. Hultqvist var 2002–2006 ordförande för Region Dalarna, som då var namnet på ett kommunalförbund med Dalarnas femton kommuner samt landstinget som medlemmar.
Hultqvist har också varit ordförande i Dalarnas socialdemokratiska partidistrikt 2001–2019 och ordförande i ABF Dalarna 1991–1995. Han är sedan hösten 2020 ordinarie ledamot och vice ordförande för styrelsen i Borlänge socialdemokratiska arbetarekommun.
Hultqvist har även en lång bakgrund i bostadskooperationen HSB. Mellan 1989 och 2014 verkade han i HSB Dalarnas styrelse som ledamot, vice ordförande och slutligen ordförande. Han hade då också uppdrag i bolagsstyrelser kopplade till HSB-rörelsen. Under en period var han suppleant i HSB riksförbunds styrelse.  

### Riksdagsledamot
2006 valdes Hultqvist in i riksdagen.
I valen 2006, 2010, 2014, 2018 samt 2022 personvaldes han till riksdagen, dvs han personkryssades av mer än 5 procent av Socialdemokraternas väljare i Dalarnas läns valkrets. 
I riksdagen var Hultqvist ledamot i utbildningsutskottet 2006–2010, därefter ledamot och socialdemokratisk gruppledare i konstitutionsutskottet 2010–2011. Han var 2011–2014 ordförande i försvarsutskottet. Han har också varit ledamot i försvarsberedningen, Försvarsmaktens insynsråd, riksdagens krigsdelegation och Natos parlamentariska församling samt suppleant i Utrikesnämnden.
Vid valet 2018 var Hultqvist ett av Socialdemokraternas fyra nationella "vallokomotiv".

### Försvarsminister
När Socialdemokraterna återkom till regeringsmakten efter riksdagsvalet 2014 tillträdde Hultqvist som Sveriges försvarsminister i regeringen Löfven I den 3 oktober 2014. Han satt på denna post till 18 oktober 2022 då regeringen Kristersson tillträdde.

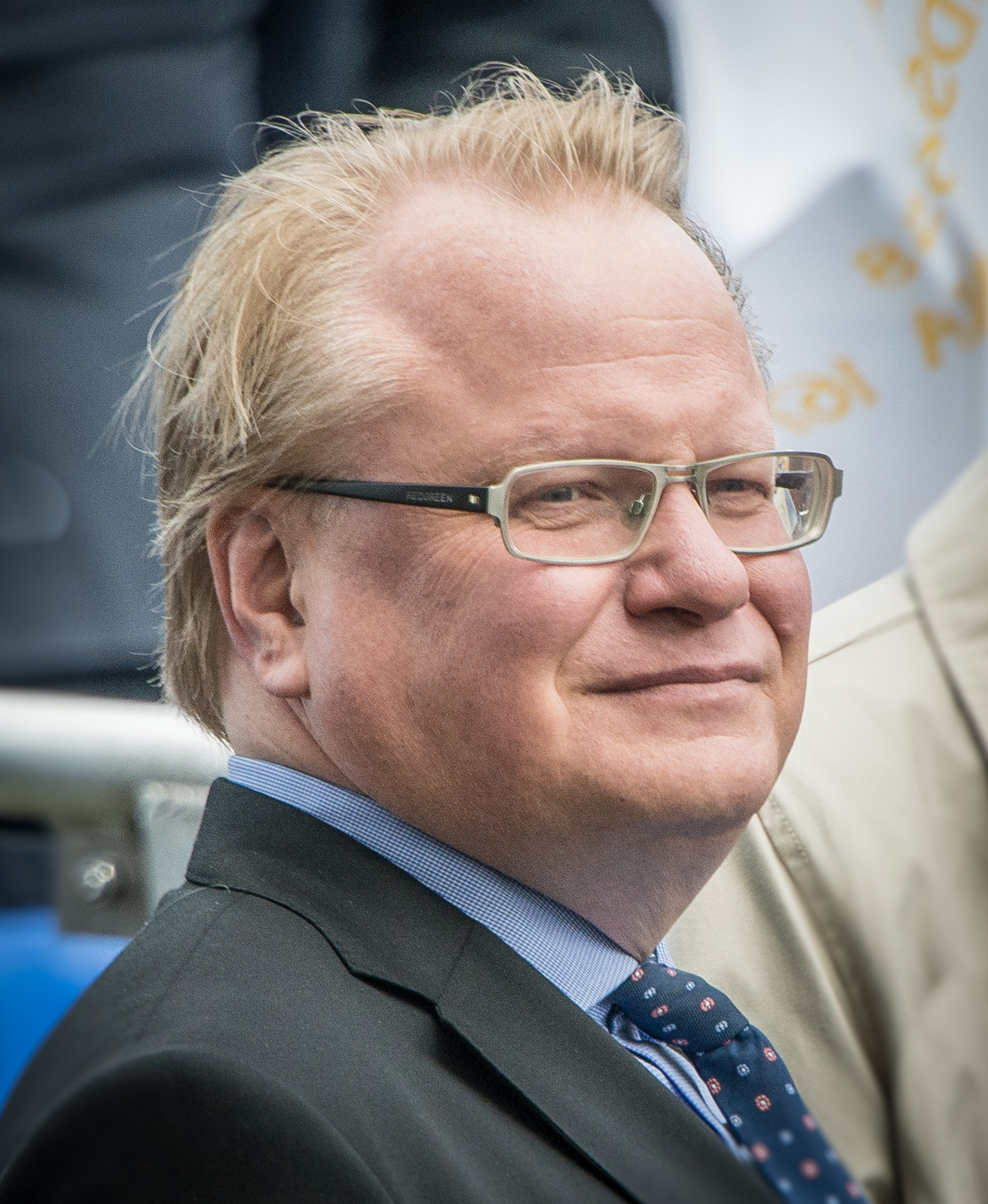
Peter Hultqvist på Veterandagen 2015.

#### Hultqvist-doktrinen
Under Hultqvists tid som försvarsminister myntades begreppet ”Hultqvist-doktrinen”. Det syftar på kombinationen av satsning på höjd nationell militär förmåga och fördjupade internationella samarbeten utan Nato-medlemskap. Under hans försvarsministertid fattade riksdagen två försvarsbeslut, det första 2015 med stöd av MP, S, M och C, och det andra 2020 med stöd av MP, S, C och L. Beslutet 2015 innebär en 25-procentig ökning av försvarsbudgeten och det därefter följande beslutet en 40-procentig ökning under åren 2021–2025. Den tidigare insatsorganisationen som i första hand var dimensionerad för internationella operationer förändrades till en försvarsmakt med utgångspunkt i behovet av försvaret av Sverige. De båda försvarsbesluten innebar en stegvis höjd militär förmåga. Återaktiverande av värnplikt, återetablering av brigadförmågan, etablering av nya regementen, omfattande investeringar i försvarets basorganisation, förnyelse av befintliga och införande nya vapensystem var några grundbultar i utvecklingen. Förmågan att samverka mellan armé, marin och flyg var en annan viktig dimension.
Genom försvarsbeslutet 2015 har P18 på Gotland återetablerats som regemente. Försvarsbeslutet i december 2020 innebär att följande nya organisationsenhet inrättas: I13 Falun, I21 Sollefteå med Jämtlands fältjägarkår i Östersund, Amf4 i Göteborg, K4 i Arvidsjaur, A9 i Kristinehamn och F16 i Uppsala. 
De internationella samarbetena var den andra viktiga delen i utvecklingen. Relationen till Finland fördjupades avsevärt, framförallt genom upprättande av operativ planering som omfattar fred, kris och krig. Fördjupade relationer skapades med det likaledes alliansfria Finland, med de övriga nordiska länderna, och med Baltikum, Polen, Tyskland, Nederländerna, Frankrike, Storbritannien och USA. Samarbetet med Nato var prioriterat och betraktades som viktigt för svensk säkerhet. Mellan 2014 och 2021 undertecknades ett 30-tal internationella överenskommelser och ett 20-tal samarbetsavtal. Ett viktigt beslut var möjligheten att utveckla samordnad planering med de nordiska länderna, Storbritannien, USA och Nato. Den omfattande internationella övningsverksamhet som Sverige deltar i betraktades som avgörande för att i praktiken skapa samverkansmöjligheter i en krissituation. 

#### Misstroendeomröstning 2017
Som en följd av IT-skandalen på Transportstyrelsen meddelade Alliansens fyra partiledare den 26 juli 2017 att de avsåg väcka misstroendeförklaring mot Hultqvist, infrastrukturminister Anna Johansson och inrikesminister Anders Ygeman. Sverigedemokraternas partiledare Jimmie Åkesson förklarade att även hans parti stödde misstroendeförklaringarna. Hultqvist lyckades dock behålla sin statsrådspost efter att Centerpartiet och Liberalerna nöjt sig med statsminister Stefan Löfvens besked dagen därpå om Johanssons och Ygemans avgång. I omröstningen 19 september 2017 röstade 135 av riksdagens 349 ledamöter för misstroende mot Hultqvist.

#### Fortsatt förtroende
Hultqvist fick förnyat förtroende på posten som försvarsminister i regeringen Löfven II, som tillträdde 21 januari 2019, och i regeringen Löfven III, som tillträdde 9 juli 2021. Han var även försvarsminister i regeringen Andersson 30 november 2021–18 oktober 2022.

#### Nato-ansökan
Efter Rysslands invasion av Ukraina 2022 svängde Socialdemokraterna under våren 2022 i frågan om svenskt Nato-medlemskap, vilket ledde till att Sverige i maj 2022 ansökte om medlemskap. Hultqvist motiverade sin ändrade inställning med att hotbilden mot Sverige förändrats, samt med att Finland valt att orientera sig i riktning mot medlemskap, och att Sveriges försvarsplanering skulle försvåras om Sverige som ensamt nordiskt land var alliansfritt. Hultqvists omsvängning skedde trots att han på den socialdemokratiska partikongressen i november 2021 sagt 
"Det blir inga ansökningar om något medlemskap så länge vi har en socialdemokratisk regering. Jag kommer definitivt aldrig så länge jag är försvarsminister att medverka i en sådan process. Det kan jag garantera alla!". 

## Utmärkelser

### Svenska
- Gustaf Petri medaljen i Silver. Hemvärnsbefälens riksförbund. 2017.
- Sveriges Militära kamratföreningars riksförbund. Förtjänstmedalj i guld. 2017.
- Frivilliga Automobilkåren. Förtjänstmedalj i guld.[förtydliga]
- Insatsingenjörernas Riksförbunds (IIR) förtjänstmedalj i guld, 11 maj 2022[21]
- Generalstabskårens hedersplakett i guld - 2023.
- Hjalmar Brantings Hedersmedalj[20] 2019.

### Utländska
- Storkors av Finlands Lejons orden, 3 april 2018[22]
- Storkors av Litauiska förtjänstorden[23][förtydliga]
- Storofficer av Brasilianska Aeronautiska förtjänstorden (Ordem do Mérito Aeronáutico), 13 oktober 2020[24]
- Palestinska förtjänstorden (Order of Merit and Distinction) i guld[källa behövs]
- Hedersutmärkelse. "Badge of honor", 2021
- Nederländerna. Grootofficer in de Orde van Oranje-Nassau. 27 september 2022.
- Estland - Cross of Merit of Estonian Ministry of Defence - 2023.